# Gertrude Eaton
Gertrude Eaton (* 6. Dezember 1863 in Swansea; † 8. März 1940 in Hampstead, London) eine walisisch-britische Sängerin, Suffragette und Strafrechtsreformerin.

## Leben
Gertrude Eaton wurde als fünfte Tochter und sechstes Kind des Geschäftsmanns und Richters Robert Eaton of Bryn-y-mor und seiner Frau Helen Edith Eaton, geborene Bolton geboren. Die Eatons waren eine prominente Familie; das imposante Bryn-y-mor wurde von einem Vorfahren im achtzehnten Jahrhundert erbaut.
1872 starb ihr Vater und danach verbrachte Eaton einen Großteil ihrer Jugend in Kontinentaleuropa und studierte zumindest einen Teil der Zeit Musik. Im Jahr 1894, im Alter von dreißig Jahren, schrieb sie sich am Royal College of Music (RCM) ein, wo sie Gesang und Klavierspiel studierte. Sie trat häufig in London und in der Umgebung von Bath auf, wo ihre Mutter bis zu ihrem Tod im Jahr 1898 lebte. In ihrem Haus in Kensington gab sie auch Gesangs- und Sprechunterricht und erzielte einen gewissen Bekanntheitsgrad in der Musikwelt.
Im Jahr 1911 gründete Eaton zusammen mit der Pianistin und Komponistin Katharine Emily Eggar und Geigerin und Musikwissenschaftlerin Marion Scott die Society of Women Musicians. Die erste Sitzung fand im Oktober 1911 statt, bei der Eaton zur Schatzmeisterin gewählt wurde; bei dieser ersten Sitzung hielt sie auch eine Rede. Von 1916 bis 1917 war sie Präsidentin der Gesellschaft.
Gertrude Eaton engagierte sich auch für das Frauenwahlrecht und eine Gefängnisreform und war eine Amtszeit lang Präsidentin der Howard League for Penal Reform. Eaton nutzte ihre musikalische Ausbildung, um anderen Suffragetten beizubringen, wie sie ihre Stimme einsetzen können, um selbstbewusst in der Öffentlichkeit zu sprechen. Als Sekretärin der Women's Tax Resistance League wurde im Sommer 1911 ihr Haushaltssilber beschlagnahmt, als sie sich weigerte, aus Protest gegen das fehlende Wahlrecht Steuern zu zahlen. Auch der Volkszählung im Jahr 1911 entzog sie sich im Rahmen des organisierten Wahlrechtsprotests. Es heißt, sie habe maßgeblich dazu beigetragen, dass eine Strafrechtsreform auf die Tagesordnung des Völkerbundes gesetzt wurde, wo 1934 eine Empfehlung formulierte wurde und was 1955 zu Verabschiedung von Mindeststandards für die Behandlung von Gefangenen bei den Vereinten Nationen führte. Eaton war eine der britischen Delegierten bei der Women's International League for Peace and Freedom, die 1919 in Zürich tagte.
Eaton starb 1940 in Hampstead. Ihre Kollegin in der Howard League for Penal Reform, Margery Fry schrieb in einem Nachruf auf Eaton: „Wenn ihre Empathie geweckt war, bemühte sie sich unermüdlich, einer Sache oder einer Person zu helfen.“